# 细叶碎米荠
细叶碎米荠（学名：Cardamine trifida）为十字花科碎米荠属的植物。分布于远东地区、朝鲜以及中国大陆的黑龙江、吉林、内蒙古等地，生长于海拔300米至1,100米的地区，多生长在湿润草原及坡林下，目前尚未由人工引种栽培。

## 别名
细叶石芥花（东北植物检索表）